# Koobi Fora
Koobi Fora és un jaciment arqueològic situat a Kenya, a la riba est del llac Turkana. El primer apartat el formen els sediments més antics datats entre 1,9 i 1,8 milions d'anys i contenen artefactes de fabricació humana dins de la cultura olduvaiana. Així mateix, s'hi han trobat nombrosos fòssils humans, entre ells els primers d'Homo habilis.